# 学校区域外就学制度
学校区域外就学制度（がっこうくいきがいしゅうがくせいど）は、日本の学校教育に関する制度。学区外就学制度、区域外就学制度と称される場合もある。
小学校・中学校に就学していた学区から異なる学区へ移動した場合、移動先の学区にある学校へ入学することが原則であるが、学校教育法施行令（昭和二十八年十月三十一日政令第三百四十号）第九条では、引越しなどが理由で住所が異なる学区に移動した場合であっても、教育委員会からの許可があれば移動前の学区に継続して通うことが出来ると定められている。
この制度は、学区外から入学することが前提となる特別認定制度とは異なり、入学していた学区から住所が移動した場合に異なる学区から継続して入学する場合に適用される。

## 参考
- 日進市 - 区域外就学・学区外就学とは
- 大分市 - 学区外就学許可
- 一宮市 - 区域外就学・学区外通学について
- 金沢市 - 区域外就学制度